# Municipio de Mill Creek (condado de Bourbon)
El municipio de Mill Creek (en inglés, Mill Creek Township) es una subdivisión administrativa del condado de Bourbon, Kansas, Estados Unidos. Según el censo de 2020, tiene una población de 488 habitantes.
Abarca una zona exclusivamente rural.

## Geografía
Está ubicado en las coordenadas 37°54′46″N 94°50′15″O / 37.91278, -94.83750. Según la Oficina del Censo de los Estados Unidos, tiene una superficie total de 136.44 km², de la cual 135.89 km² corresponden a tierra firme y (0.4 %) 0.55 km² es agua.

## Demografía
Según el censo de 2020, hay 488 personas residiendo en la zona. La densidad de población es de 3.6 hab./km². El 89.75 % son blancos, el 0.61 % son afroamericanos, el 1.23 % son amerindios, el 1.23 % son de otras razas y el 7.17 % son de una mezcla de razas. Del total de la población, el 2.05 % son hispanos o latinos de cualquier raza.